# Wereldkampioenschap voetbal 2014 (Groep E) Honduras - Ecuador
Dit artikel gaat over de wedstrijd in de groepsfase in groep E tussen Honduras en Ecuador die gespeeld werd op 20 juni 2014 tijdens het wereldkampioenschap voetbal 2014. Op dezelfde dag werden de wedstrijden Italië – Costa Rica en Zwitserland – Frankrijk gespeeld.

## Voorafgaand aan de wedstrijd
- Honduras staat bij aanvang van het toernooi op de 33e plaats van de FIFA-wereldranglijst. Het land begon in het begin van 2011 aan een daling van de 38e naar de 72e positie; die daling eindigde in september 2012. Vanaf toen steeg Honduras naar zijn huidige positie. Van begin 2014 steeg het land tien posities.[1] Vier andere bij de CONCACAF aangesloten landen behaalden in juni 2014 een betere plaats op de ranglijst; dat waren Panama, Costa Rica, Mexico en de Verenigde Staten.
- Honduras had één wedstrijd achter de rug; dat was een wedstrijd tegen Frankrijk, waarvan met 3 – 0 werd verloren.
- Ecuador stond bij aanvang van het toernooi op de 26e plaats van de wereldranglijst. Het land begon in september 2011 te klimmen – toen het land op de 69e positie stond – waarna Ecuador in april en mei 2013 zijn hoogtepunt behaalde met een 10e positie. Sindsdien was Ecuador iets gedaald en ook in 2014 zette die trend door; Ecuador daalde drie plaatsen tot juni op de ranglijst.[2] Vijf andere bij de CONMEBOL aangesloten landen hadden in juni 2014 een betere positie; dat waren Chili, Colombia, Uruguay, Argentinië en Brazilië.
- Ecuador speelde op het toernooi ook tegen Zwitserland, waarvan het met 2 – 1 verloor.
- Honduras en Ecuador speelden twaalf keer eerder, waarvan het recentst op 19 november 2013. Bij die vriendschappelijke wedstrijd werd met 2 – 2 gelijkgespeeld. Van de totaal twaalf interlands won Ecuador er drie, Honduras twee en werd er zeven keer gelijkgespeeld. Ecuador wist veertien maal bij de Hondurezen te scoren; andersom gebeurde dat dertien keer.[3]

## Wedstrijdgegevens
| Datum                | 20 juni 2014               | 20 juni 2014               |
| Wedstrijdnummer      | 26                         | 26                         |
| Stadion              | Arena da Baixada, Curitiba | Arena da Baixada, Curitiba |
| Toeschouwers         | 39.224                     | 39.224                     |
| Scheidsrechter       | Ben Williams               | Ben Williams               |
| Assistenten          | Matthew Cream Hakan Anaz   | Matthew Cream Hakan Anaz   |
| Vierde official      | Yuichi Nishimura           | Yuichi Nishimura           |
| Man van de wedstrijd | Enner Valencia             | Enner Valencia             |
|                      | Honduras                   | Ecuador                    |
| Doelpunten           | 1                          | 2                          |
| Gele kaarten         | 2                          | 3                          |
| Rode kaarten         | 0                          | 0                          |
| Wissels              | 3                          | 2                          |
| Schoten op doel      | 9                          | 5                          |
| Schoten naast doel   | 7                          | 3                          |
| Overtredingen        | 15                         | 16                         |
| Hoekschoppen         | 4                          | 12                         |
| Buitenspel           | 1                          | 2                          |
| Vrije trappen        | 18                         | 16                         |
| Geslaagde passes     | 291                        | 303                        |
| Balbezit (%)         | 48%                        | 52%                        |

| Honduras | 1 – 2           | Ecuador |
| (Brayan Beckeles) Carlo Costly 31' | goals (assists) | 34' Enner Valencia (Juan Carlos Paredes) 65' Enner Valencia (Walter Ayoví) |
| Luis Fernando Suárez | bondscoach      | Reinaldo Rueda |
| Noel Valladares Maynor Figueroa Víctor Bernárdez Emilio Izaguirre 46' Brayan Beckeles Óscar Boniek García 83' Roger Espinoza Luis Garrido 71' Jorge Claros Jerry Bengtson Carlo Costly | opstellingen    | Alexander Domínguez Jorge Guagua Frickson Erazo Juan Carlos Paredes Christian Noboa 90+2' Jefferson Montero Walter Ayoví Enner Valencia 83' Oswaldo Minda Antonio Valencia 82' Felipe Caicedo |
| Juan Carlos García 46' Mario Roberto Martínez 71' Marvin Chávez 83' | wissels         | 82' Edison Méndez 83' Carlos Gruezo 90+2' Gabriel Achilier |
| Víctor Bernárdez 7' Jerry Bengtson 45' | gele kaarten    | 57' Antonio Valencia 73' Enner Valencia 80' Jefferson Montero |

## Wedstrijden
| Groepswedstrijden      |                       |                         |                       |                         |                        |                        |                         |
| Groep A                | Groep B               | Groep C                 | Groep D               | Groep E                 | Groep F                | Groep G                | Groep H                 |
| Brazilië – Kroatië     | Spanje – Nederland    | Colombia - Griekenland  | Uruguay – Costa Rica  | Zwitserland – Ecuador   | Argentinië – Bosnië    | Duitsland – Portugal   | België – Algerije       |
| Mexico – Kameroen      | Chili – Australië     | Ivoorkust – Japan       | Engeland – Italië     | Frankrijk – Honduras    | Iran – Nigeria         | Ghana – U.S.A.         | Rusland – Zuid-Korea    |
| Kameroen – Kroatië     | Australië – Nederland | Japan – Griekenland     | Italië – Costa Rica   | Honduras – Ecuador      | Nigeria – Bosnië       | U.S.A. – Portugal      | Zuid-Korea – Algerije   |
| Brazilië – Mexico      | Spanje – Chili        | Colombia – Ivoorkust    | Uruguay – Engeland    | Zwitserland – Frankrijk | Argentinië – Iran      | Duitsland – Ghana      | België – Rusland        |
| Kameroen – Brazilië    | Australië – Spanje    | Japan – Colombia        | Italië – Uruguay      | Honduras – Zwitserland  | Nigeria – Argentinië   | U.S.A. – Duitsland     | Zuid-Korea – België     |
| Kroatië – Mexico       | Nederland – Chili     | Griekenland – Ivoorkust | Costa Rica – Engeland | Ecuador – Frankrijk     | Bosnië – Iran          | Portugal – Ghana       | Algerije – Rusland      |
| Achtste finales        |                       |                         |                       |                         |                        |                        |                         |
| Brazilië Chili         | Colombia Uruguay      | Frankrijk Nigeria       | Duitsland Algerije    | Nederland Mexico        | Costa Rica Griekenland | Argentinië Zwitserland | België Verenigde Staten |
| Kwartfinales           |                       |                         |                       |                         |                        |                        |                         |
| Brazilië – Colombia    | Brazilië – Colombia   | Frankrijk – Duitsland   | Frankrijk – Duitsland | Nederland – Costa Rica  | Nederland – Costa Rica | Argentinië – België    | Argentinië – België     |
| Halve finales          |                       |                         |                       |                         |                        |                        |                         |
| Brazilië – Duitsland   | Brazilië – Duitsland  | Brazilië – Duitsland    | Brazilië – Duitsland  | Nederland – Argentinië  | Nederland – Argentinië | Nederland – Argentinië | Nederland – Argentinië  |
| Troostfinale           |                       |                         |                       |                         |                        |                        |                         |
| Brazilië – Nederland   |                       |                         |                       |                         |                        |                        |                         |
| Finale                 |                       |                         |                       |                         |                        |                        |                         |
| Duitsland – Argentinië |                       |                         |                       |                         |                        |                        |                         |

Hondurese voetbalbond · A-internationals · Selecties · Bondscoaches · Hondurees vrouwenelftal · Olympisch elftal · Honduras U21 · Honduras U19 · Honduras U17
1920 – 1959 ·
1960 – 1969 ·
1970 – 1979 ·
1980 – 1989 ·
1990 – 1999 ·
2000 – 2009 ·
2010 – 2019 ·
2020 − 2029
CGC 2021
CA 2001
WK 1982 · 
WK 2010 · 
WK 2014
OS 2000 · 
OS 2008 · 
OS 2012 ·
OS 2016 ·
OS 2020
1921 · 
1922–1929 · 
1930 · 
1931–1934 · 
1935 · 
1936–1945 · 
1946 · 
1947–1949 · 
1950 · 
1951–1952 · 
1953 · 
1954 · 
1955 · 
1956 · 
1957 · 
1958–1959 · 
1960 · 
1961 · 
1962 · 
1963 · 
1964 · 
1965 · 
1966 · 
1967 · 
1968 · 
1969 · 
1970 · 
1971 · 
1972 · 
1973 · 
1974 · 
1975 · 
1976 · 
1977 · 
1978 · 
1979 · 
1980 · 
1981 · 
1982 · 
1983 · 
1984 · 
1985 · 
1986 · 
1987 · 
1988 · 
1989–1990 · 
1991 · 
1992 · 
1993 · 
1994 · 
1995 · 
1996 · 
1997 · 
1998 · 
1999 · 
2000 · 
2001 · 
2002 · 
2003 · 
2004 · 
2005 · 
2006 · 
2007 · 
2008 · 
2009 · 
2010 · 
2011 · 
2012 · 
2013 · 
2014 · 
2015 · 
2016 ·
2017 ·
2018 ·
2019 ·
2020 ·
2021 ·
2022 ·
2023 ·
2024
Argentinië ·
Australië ·
Azerbeidzjan ·
Belize ·
Bermuda ·
Bolivia ·
Brazilië ·
Canada ·
Chili ·
China ·
Colombia ·
Costa Rica ·
Cuba ·
Curaçao ·
Denemarken ·
Ecuador ·
El Salvador ·
Engeland ·
Finland ·
Frankrijk ·
Grenada ·
Griekenland ·
Guatemala ·
Haïti ·
IJsland ·
Israël ·
Jamaica ·
Japan ·
Joegoslavië ·
Letland · 
Mexico ·
Nederlandse Antillen ·
Nicaragua ·
Nieuw-Zeeland ·
Noord-Ierland · 
Noorwegen ·
Panama ·
Paraguay ·
Peru ·
Puerto Rico ·
Qatar ·
Roemenië ·
Saint Vincent en de Grenadines ·
Saoedi-Arabië ·
Servië ·
Slovenië ·
Spanje ·
Suriname ·
Trinidad en Tobago ·
Turkije ·
Uruguay ·
Venezuela ·
Verenigde Arabische Emiraten ·
Verenigde Staten ·
Wit-Rusland ·
Zambia ·
Zuid-Afrika ·
Zuid-Korea ·
Zwitserland
Chili (2010) ·
Ecuador (2014) ·
Frankrijk (2014) ·
Spanje (2010) ·
Zwitserland (2010) · 
Zwitserland (2014)
FEF · A-internationals · Bondscoaches · Selecties · Statistieken · Ecuadoraans vrouwenelftal · Olympisch elftal · Ecuador U21 · Ecuador U20 · Ecuador U18 · Ecuador U17
1938 – 1949 ·
1950 – 1959 ·
1960 – 1969 ·
1970 – 1979 ·
1980 – 1989 ·
1990 – 1999 ·
2000 – 2009 ·
2010 – 2019 ·
2020 − 2029
WK 2002 · 
WK 2006 · 
WK 2014
1938 · 
1939 · 
1940 · 
1941 · 
1942 · 
1943 · 1944 · 
1945 · 
1946 · 
1947 · 
1948 · 
1949 · 
1950 · 1951 · 1952 · 
1953 · 
1954 · 
1955 · 
1956 · 
1957 · 
1958 · 
1959 · 
1960 · 
1961 · 1962 · 
1963 · 
1964 · 
1965 · 
1966 · 
1967 · 1968 · 
1969 · 
1970 · 
1971 · 
1972 · 
1973 · 
1974 · 
1975 · 
1976 · 
1977 · 
1978 · 
1979 · 
1980 · 
1981 · 
1982 · 
1983 · 
1984 · 
1985 · 
1986 · 
1987 · 
1988 · 
1989 · 
1990 · 
1991 · 
1992 · 
1993 · 
1994 · 
1995 · 
1996 · 
1997 · 
1998 · 
1999 · 
2000 · 
2001 · 
2002 · 
2003 · 
2004 · 
2005 · 
2006 · 
2007 · 
2008 · 
2009 · 
2010 · 
2011 · 
2012 · 
2013 · 
2014 · 
2015 · 
2016 · 
2017 ·
2018 ·
2019 ·
2020 ·
2021 ·
2022
Argentinië ·
Armenië ·
Australië ·
Bolivia · 
Brazilië ·
Bulgarije ·
Canada ·
Chili ·
Colombia ·
Costa Rica ·
Cuba ·
Denemarken ·
DDR ·
Duitsland ·
El Salvador ·
Engeland ·
Estland ·
Finland ·
Frankrijk ·
Griekenland ·
Guatemala ·
Haïti ·
Honduras ·
Ierland ·
Irak ·
Iran ·
Italië ·
Jamaica ·
Japan ·
Joegoslavië ·
Jordanië ·
Kaapverdië ·
Koeweit ·
Kroatië · 
Libanon ·
Mexico ·
Nederland ·
Nigeria ·
Noord-Macedonië ·
Oeganda ·
Oman ·
Panama ·
Paraguay ·
Peru ·
Polen ·
Portugal ·
Qatar ·
Roemenië ·
Saoedi-Arabië ·
Schotland ·
Senegal ·
Spanje ·
Trinidad en Tobago ·
Turkije · 
Uruguay ·
Venezuela ·
Verenigde Staten ·
Wit-Rusland ·
Zambia ·
Zuid-Afrika ·
Zuid-Korea ·
Zweden ·
Zwitserland
Costa Rica (2006) · 
Duitsland (2006) · 
Engeland (2006) · 
Frankrijk (2014) · 
Honduras (2014) · 
Nederland (2022) · 
Polen (2006) · 
Qatar (2022) · 
Zwitserland (2014)